# Tala (Egipt)
Tala (arab. تلا) – miasto w północnej części muhafazy Al-Minufijja w północnej części Egiptu, na północny zachód od Kairu. W 2006 roku liczyło ok. 49 tys. mieszkańców.